# 302
Cette page concerne l'année 302  du calendrier julien. Pour l'année 302 av. J.-C., voir 302 av. J.-C. Pour le nombre 302, voir 302 (nombre). Pour la voiture, voir Peugeot 302.
L'année 302 est une année commune qui commence un jeudi.

## Événements
- Automne : de retour d'un voyage en Syrie-Palestine, l’empereur Dioclétien est témoin à Césarée de l'interruption des sacrifices traditionnels par le diacre chrétien Romain, qui a la langue coupée en punition. De retour à Nicomédie, Dioclétien est rejoint par Galère qui l'encourage à prendre des mesures contre les Chrétiens[1]. Il envoie un haruspice consulter l'oracle d'Apollon à Didymes[2].

- Début du règne d'Ormizd II, roi de Perse (fin en 309)[3].
- Première représentation d'un étrier dans une tombe de la dynastie Jin au Hunan[4].

## Décès en 302
- Cao Huan, dernier empereur de Wei.
- Narseh, roi sassanide de Perse.